# Галактичний гурман
Галактичний гурман (англ. The Galactic Gourmet) — науково-фантастичний роман північноірландського письменника Джеймса Вайта. Є частиною циклу «Головний сектор».

## Сюжет
Найуспішніший шеф-кухар в Галактиці — Гурронсевас (шестиногий чотириокий інопланетянин з планети Тралта) — домовляється про призначення на посаду головного дієтолога до Головного сектору для перетворення лікарняної їжі (аморфного, несмачного шламу) на приємні страви для пацієнтів та персоналу з різних планет й цивілізацій. Втім він створює хаос всюди, куди б не пішов.
Спочатку зустрічає плаваючих схожих на крокодилів халдарів, які скаржаться на несмачну їжу. Розуміючи, що вони звикли ловити їжу вживу, він розробляє для них рухливу їжу. Вони в захваті, але повністю знищують свою лікарняну палату. Далі Гурронсевас дізнається, що розпилювана їжа, що використовується для живлення гудларів, нецікава. Його дослідження показують, що йому потрібні невеликі токсини, щоб «ароматизувати» їжу для гудларів. Але їх можнанайти лише на рідній планеті. Гурронсевас вирушає на кораблі гудларів, але спричиняє величезну аварію в вантажному відділенні, внаслідок чого опиняється у відкритому космосі. Лише завдяки винахідливості шеф-кухарю вдається врятуватися.
Зрештою надмірне використання Гурронсевасом мускатного горіху викликає епідемію в лікарні. Водночас він гиркається з керівництвом, критикуючи методи управління того. За цим вимушен був залишитися Головний сектор. Втім майор О'Мара вважає, що Гурронсевас домовляється про те, що шеф-кухар супроводжуватиме госпітальний корабель швидкої допомоги «Рабар» для допомозі планеті Вемара, де вирує голод.
Вемарійці — інопланетяни схожі на кенгуру — забруднили свою планету майже до смерті. Як наслідок, населення майже повністю зникло разом із рослинністю та тваринами планети. Мешкаці вважають, що причиною цього є нестача запасів м'яса. Гурронсевас знаходить способи розширити перелік вегетаріанських страв та змінити на краще ставлення до них з боку вемарійців.